# Mighty Bomb Jack
Mighty Bomb Jack (マイティボンジャック Maiti Bon Jakku?) es un videojuego lanzado en 1986 por Tecmo para la videoconsola Nintendo Famicom y su versión occidental Nintendo Entertainment System (NES), siendo portado posteriormente para los ordenadores Amiga, Atari ST y Commodore 64. Australia fue la única zona PAL-A donde se lanzó la versión NES. El 7 de mayo de 2007 fue incluido en la Consola Virtual para Wii, el 6 de diciembre de 2012 para Nintendo 3DS y el 23 de enero de 2014 para Wii U. Mighty Bomb Jack es una secuela del juego de 1984 Bomb Jack.

## Argumento
Jack, el protagonista del juego, debe avanzar a través de 16 niveles en el interior de una pirámide para derrotar al demonio Belzebut y rescatar a la familia real de Pamera.

## Sistema de juego
Cada nivel está dividido en dos partes, una zona de acción y una sala del Palacio Real. La mecánica del juego y el diseño de los niveles del Palacio Real están tomados directamente de Bomb Jack. Las zonas de acción pueden dividirse en varias partes y contener potenciadores, usualmente ocultos en arcones o cofres, tales como bolsas de dinero, monedas de poder (Mighty Coins) y bebidas de poder (Mighty Drinks). Las monedas permiten a Jack cambiar de color, con lo que puede realizar varias tareas: con el azul se pueden abrir los cofres verdes, el naranja abre cualquier cofre simplemente tocándolo desde un lado, y el verde transforma a todos los enemigos de la pantalla en monedas durante cinco segundos. Las bebidas añaden diez segundos al temporizador del juego. También es posible encontrar pasadizos secretos en las zonas de acción, activados al encontrar una esfinge en un cofre.
Para evitar que el jugador se vuelva demasiado «avaricioso», se le envía automáticamente a una sala de tortura en el caso de conseguir más de nueve monedas de poder o 99 segundos en el temporizador. La única forma de escapar de esa sala sin perder una vida es completar una serie de saltos, cuyo número se va descontando en la pantalla. Una vez que el jugador ha conseguido escapar de la sala de tortura, Jack pierde todas las monedas, el temporizador se ajusta a 60 segundos y el juego reinicia el nivel actual.

## Versión para Nintendo Vs.
Una versión para Nintendo Vs. fue lanzada en 1986 para el mercado japonés (no debe confundirse con la versión arcade original). Las diferencias entre la versión original y la VS. son incluir un modo de dos jugadores, cambiar la ubicación la algunos pasajes secretos y eliminar un teletransportador en las salas del Palacio Real.

## Otros Medios
- Mighty Bomb Jack fue adaptado en el manga de Famicom Cap.

## Recepción
Tras su aparición en la Consola Virtual, el juego recibió críticas más bien negativas, con GameSpot calificándolo de «repetitivo» y «roto» e indicando que era un juego con corazón pero que carecía de sustancia, mientras que en Eurogamer les parecía un juego ágil aunque no especialmente profundo. A IGN, Mighty Bomb Jack les pareció un candidato pobre para el que dedicar el tiempo.
Nintendo Life criticó el sistema de plataformas y de diseño de los niveles, haciendo mención de que la clave del éxito en el juego es anticipar los movimientos de los enemigos, que resulta casi aleatorio. Por otra parte, ponderó positivamente la rejugabilidad y el sentido del humor del juego.